# 黑紅菇
黑紅菇（學名：Russula nigricans），俗稱發黑脆褶（blackening brittlegill）或發黑紅菇（blackening russula），是一種擔子菌門真菌，隸屬於俗稱脆褶（Brittlegill）的紅菇屬，廣泛分佈於歐洲林地中。這種真菌的俗稱和學名均來自其遭切割或撞傷而變黑的菌肉。這種真菌可供食用，但味道很淡。

## 分類
流行於西藏的巫教苯教早已將這種真菌置於生物群組「緻密」中。黑紅菇最早是由法國真菌學家讓·巴蒂斯特·弗朗索瓦·皮埃爾·比利亞爾於1798年描述的，其學名為黑伞菌（Agaricus nigricans）。後來，瑞典真菌學家埃利亞斯·馬格努斯·弗里斯將其學名改為現名。其學名源自拉丁文詞彙「nigricans」，意思是「發黑」，來自其遭切割或撞傷而變黑的菌肉。其俗稱「發黑脆褶」和「發黑紅菇」亦同樣源自其變黑的菌肉。

## 描述
黑紅菇的菌蓋年輕時呈污白色，但很快會變棕色，而最終會變成黑色。其直徑長5–20厘米（2–8英寸），且成熟黑紅菇菌蓋中間會凹陷。其菌柄呈白色，堅固、挺直、厚身，並且同樣會隨著年齡增加會變成黑色。其菌褶最初呈灰白色，它們之間的間隔非常大，並且是連生的。這些菌褶很快會變成紅色，之後變成灰色，而最終會變成黑色。其白色的菌肉有著果香，並且在被切割後會變成蒼白的印度紅、然後變成灰色，最終在20分鐘內變成黑色。其孢子印呈白色，而其橢圓形的擔孢子的大小則為7–8 x 6–7微米。

## 分佈及生境
黑紅菇主要於夏末到秋季期間在歐洲和北美的落葉林和和針葉林出現。在歐洲，黑紅菇在英國和北歐最常見，而在北美則僅能在東岸地區發現。

## 可食性
黑紅菇並沒有任何有毒成份，因此可供食用。但是，這種真菌味道非常淡，且進食一段時間後會有辛辣的味道，因此人們並不認為這種真菌美味，亦因此不會將之用作食材。

## 類似物種
煤黑紅菇（Russula anthracina）同樣擁有黑色的外觀，與這種真菌相似。但是，煤黑紅菇菌褶之間的間隔不大，且菌肉在被切割後並不會變成紅色。

## 外部連結
- 黑紅菇的照片 （页面存档备份，存于）